# Paintings in Yellow
Paintings in Yellow è un album della cantante tedesca Sandra, pubblicato il 26 marzo 1990 dall'etichetta discografica Virgin.
Dall'album sono stati estratti i singoli Hiroshima, (Life May Be) a Big Insanity e One More Night.

## Tracce
CD (Virgin 260 518-222 / EAN 3268442605185)
CD (Virgin CDV 2636)
CD (EMI 0777 7 86964 2 1 (EMI)
1. Hiroshima - 6:50 (David Morgan)
2. (Life May Be) a Big Insanity - 4:29 (Michael Cretu, Klaus Hirschburger)
3. Johnny Wanna Live - 4:26 (Michael Cretu, Klaus Hirschburger, Frank Peterson)
4. Lovelight in Your Eyes - 5:27 (Michael Cretu, Klaus Hirschburger)
5. One More Night - 4:06 (Michael Cretu, Klaus Hirschburger, Frank Peterson)
6. The Skin I'm in - 3:40 (Michael Cretu, Klaus Hirschburger, Frank Peterson)
7. Paintings in Yellow - 5:50 Michael Cretu, Klaus Hirschburger)
8. The Journey - 7:27 (Michael Cretu, Klaus Hirschburger, Frank Peterson)
9. Hiroshima (Extended Club Mix) - 6:44

## Classifiche
| Classifica (1990) | Posizione raggiunta |
| ----------------- | ------------------- |
| Germania          | 4                   |
| Svizzera          | 8                   |
| Austria           | 14                  |
| Svezia            | 30                  |